# 나라 공원

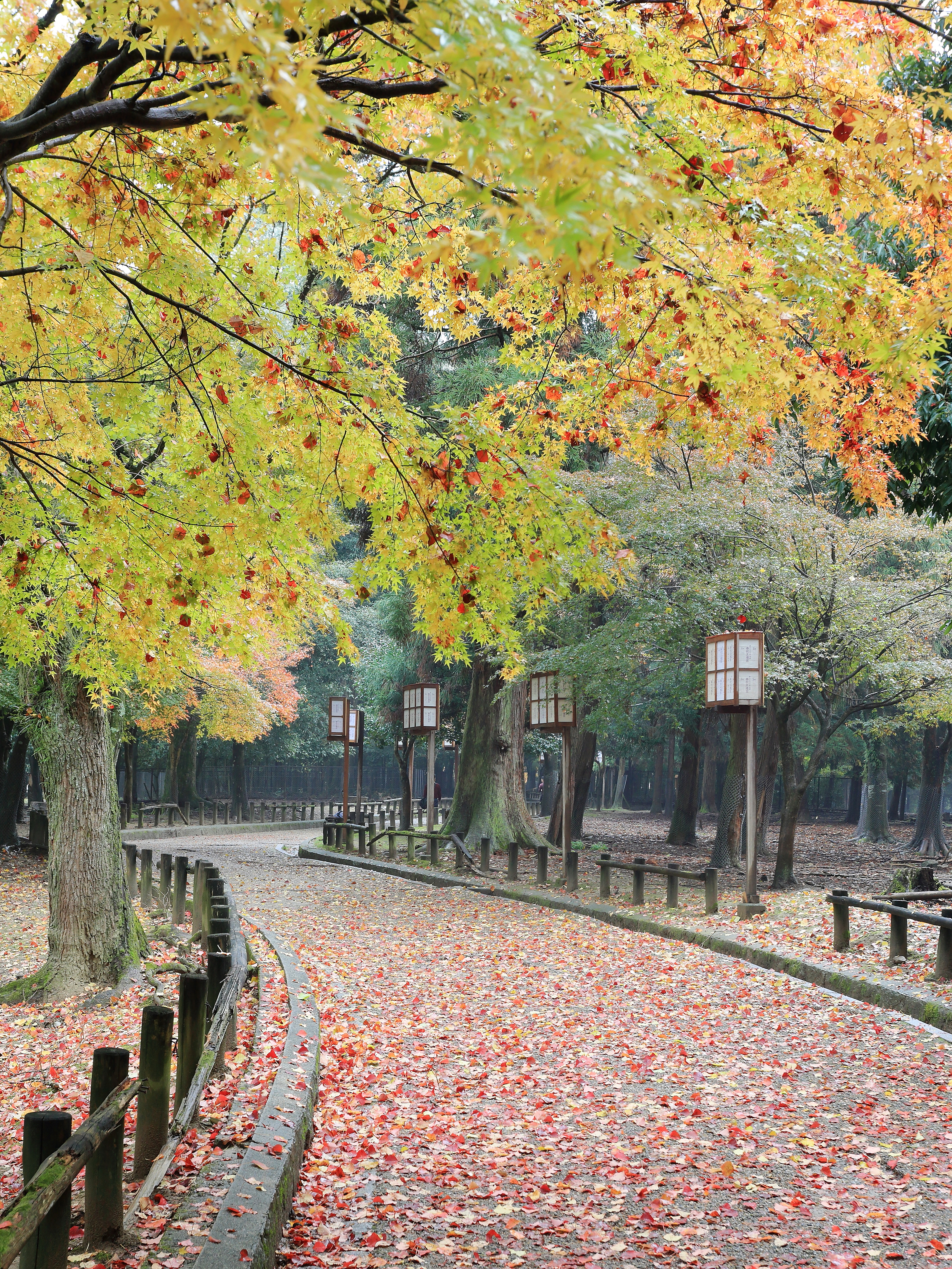

나라 공원(일본어: 奈良公園)은 일본 나라현 나라시에 있는 공원이다. 나라 공원에는 사슴들이 자유롭게 뛰어다닌다.

## 사슴
현지 민속에 따르면, 나라의 꽃사슴은 가스가타이샤 신사의 4명의 신 중 하나인 다케미카즈치의 방문으로 인해 신성한 것으로 여겨졌다. 그는 이바라키현에 위치한 가시마 신궁에서 초청을 받았다고 하며, 흰 사슴을 타고 미카사 산에 나타났다. 그 때부터 사슴은 가스가타이샤 신사와 고후쿠지에서 신성한 것으로 받들어졌다.

## 유래
나라현에는 고대부터 사슴이 많은데 그 이유는 다이카 개신때(이때 왜국은 오오키미에서 천황이라는 단어를 썼다.) 소가노 이루카라는 친삼한파를 죽이고 소가노 마코와 소가노 이루카의 이름을 합하여 "바카"(바보)라는 뜻으로 사슴을 풀어 놓은 것이 유래이다.

## 갤러리

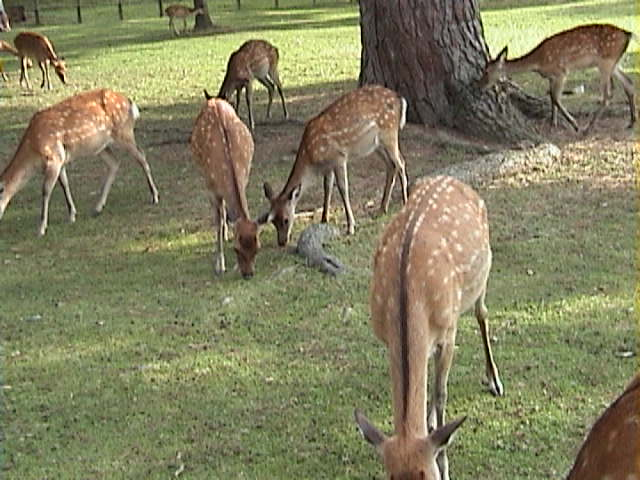
나라 공원의 꽃사슴
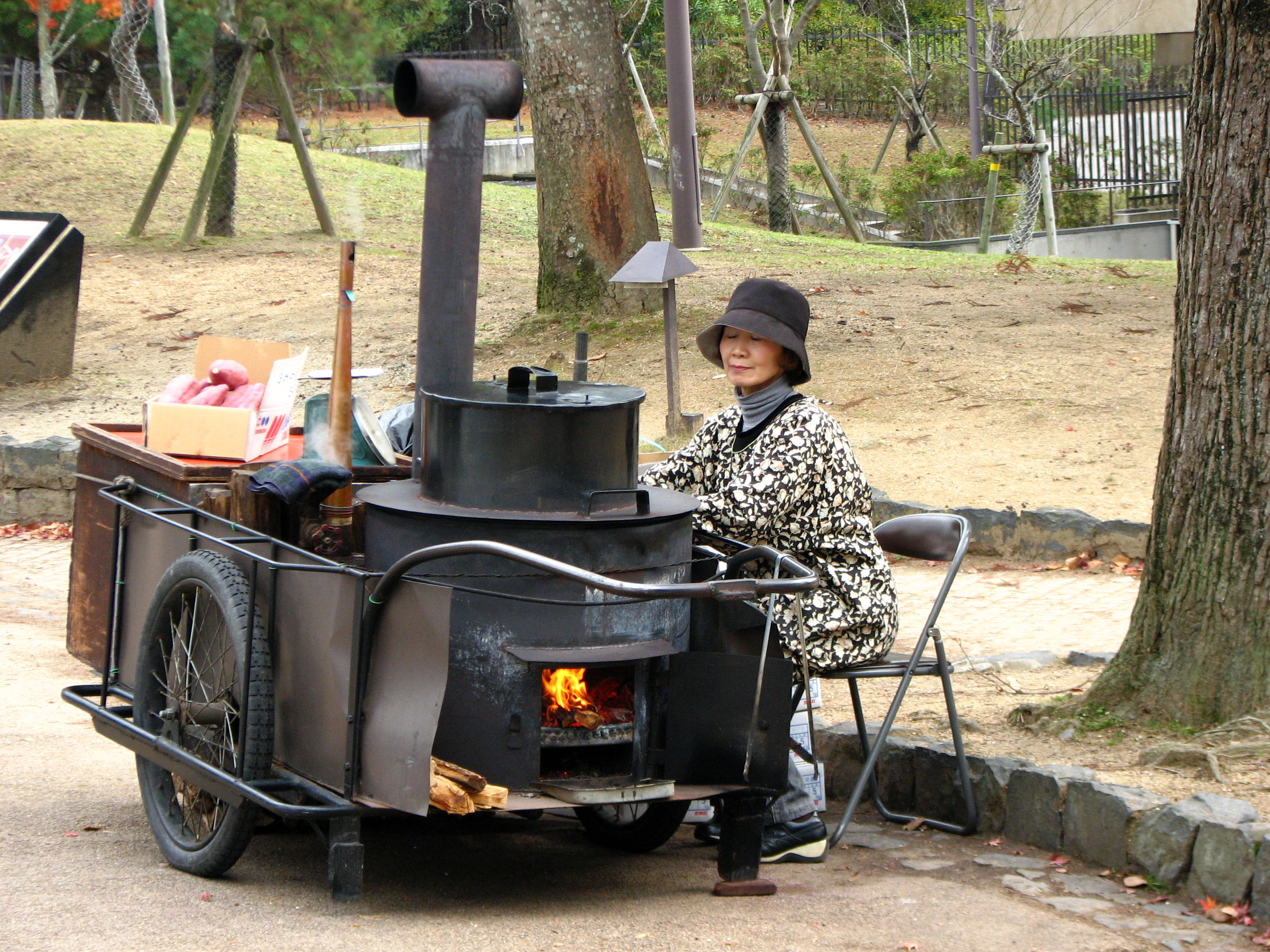
나라 공원의 군고구마 장수
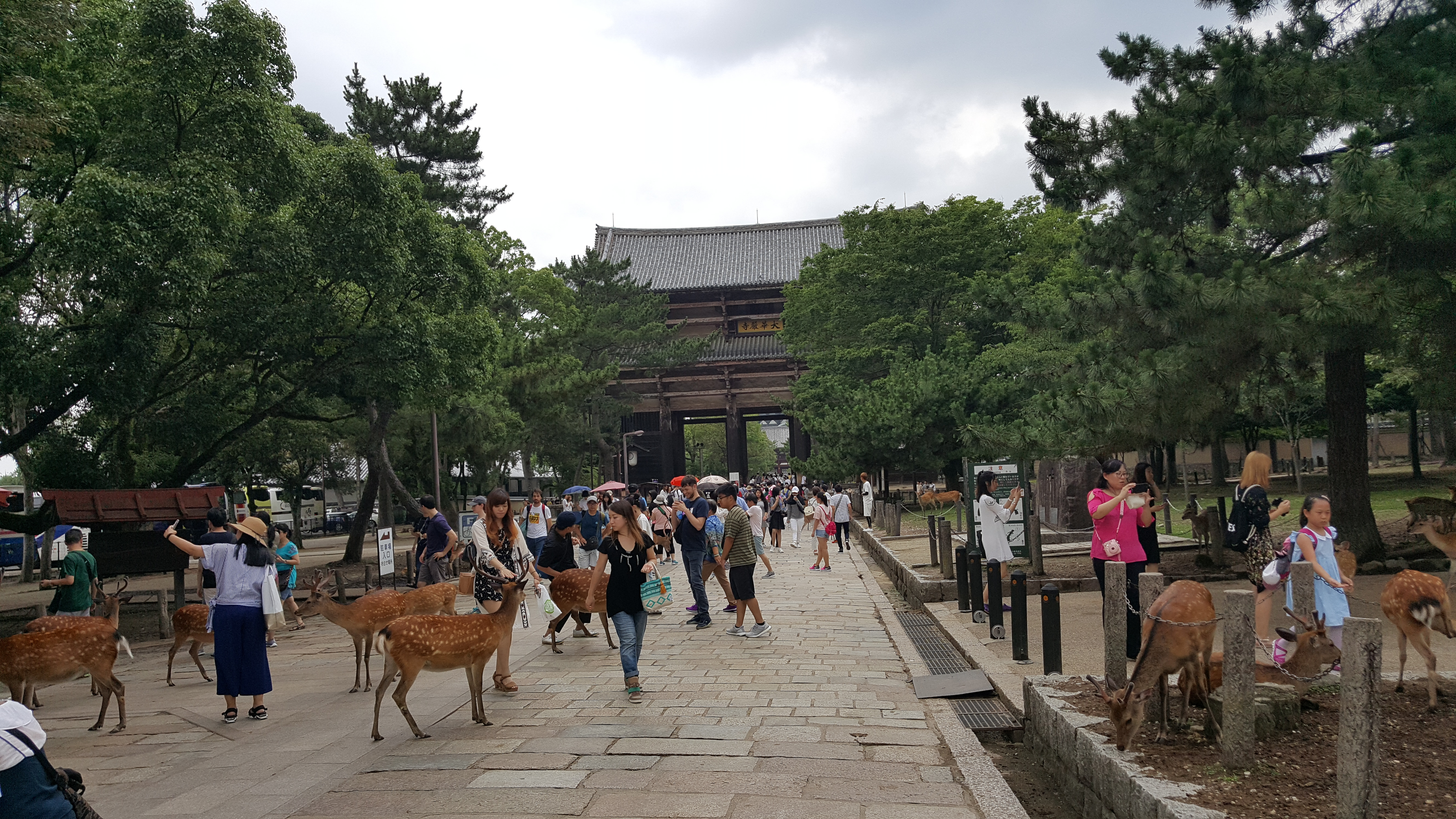
도다이지 남대문 앞의 모습